# Тиофан
Тиофан (сульфан, стабилизатор СО-3) — многофункциональный антиоксидант, принадлежит одновременно к классам серосодержащих и пространственно-затрудненных фенольных органических соединений. Является дженериком, разработанным в НИИ фармакологии СО РАМН.
С точки зрения учёных Российской академии медицинских наук, Тиофан может применяться как в целях профилактики, так и в целях лечения широкого спектра заболеваний. Исследования показали, что данный антиоксидант нейтрализует свободные радикалы в организме человека, избыток которых разрушает иммунную систему, приводит к разрушению клеток и мешает их восстановлению; активирует регенераторные процессы на клеточно-мембранном уровне и является эффективным индуктором ключевых ферментов биотрансформации.

## История создания
Впервые тиофан был получен на кафедре химии Новосибирского государственного педагогического университета в 80-е годы совместно с Новосибирским институтом органической химии им. Н. Н. Ворожцова СО РАН.
В последние годы в НИИ химии антиоксидантов НГПУ получен новый усовершенствованный препарат Тиофан-М, отработана промышленно-приемлемая технология его получения.
НИИ химии антиоксидантов НГПУ и фонд «Биоантиоксидант» являются инициаторами широко развернувшихся в настоящее время исследований тиофана на различные виды биологической активности.

## Фармакокинетика
Установлено, что тиофан эффективно всасывается из желудочно-кишечного тракта, поступает в ткани миокарда и головного мозга, но накапливается преимущественно в печени. В эксперименте на крысах при пероральном введении масляного раствора тифана в дозе 100 мг/кг максимальная концентрация препарата в ткани сердца достигается через ~5 ч, сыворотке крови — ~7 ч, ткани мозга и печени — ~8 ч. Период полувыведения препарата из печени составляет 7 ч, из ткани мозга — ~9 ч, сыворотки крови и ткани сердца — ~11 ч.
Из организма препарат выводится главным образом через желудочно-кишечный тракт. Показано, что в первые сутки после внутрижелудочного однократного введения тиофана в дозе 100 мг/кг из организма выводится 50 % введенной дозы. В последующие двое суток квота элиминации составляет 2,5 %, процесс выделения существенно замедляется к 7 дню, когда содержание тиофана в экскрементах составляло 0,1 % от введённой дозы в сутки. Общее количество тиофана, которое выводится за 7 суток составляет 54 %. Остальная часть тиофана выводится в виде его метаболита.
Оценка биодоступности таблетированиой формы тиофана в опыте на кроликах показала, что относительная степень всасывания тиофана из таблеток ниже, чем из масляного раствора. Максимальная концентрация тиофана в сыворотке крови кроликов при приёме таблетированной формы препарата достигается через 9,5 ч, в то время как при приёме масляного раствора тиофана это время составляет ~6 ч.

## Применение

### Форма выпуска
«Тиофан» — кристаллический комковатый порошок белого цвета, без запаха и вкуса, во флаконах «пенициллиновый пузырёк», по 2 грамма во флаконе.
«Тиофан» в ректальных свечах (20 суппозиториев ректальных в коробке, по 100 мг препарата в свече).
Тиофан может применяться в диапазоне дозировок от 2 до 12 граммов в месяц.

### Показания
На основании различных экспериментов были сделаны выводы об эффективности тиофана при лечении:
- Доброкачественных новообразований: аденоме простаты, миомах, липомах, фибромах, мастопатиях, кисте, спайках[4].
- Злокачественных опухолей: раке молочной железы, лёгких, печени, мозга, половых органов, органов пищеварения (позволяет применять лучевую и химиотерапию при лечении онкологических заболеваний в полном объёме, профилактирует и помогает преодолевать последствия терапии)[5].
- Заболеваний печени: гепатитах A, В, С, циррозах, гепатозах, некрозах и т. д.[6][7]
- Заболеваний лёгких: бронхитах, пневмониях, бронхиальной астме, туберкулёзе.
- Воспалительных процессов: простатит, колит, холецистит, дуоденит, гастрит, пиелонефрит, гайморит, дерматит, цистит.
- Заболеваний сердечно-сосудистой системы: ишемическая болезнь сердца. Проведено исследование действия Тиофана на показатели окислительного стресса у больных ишемической болезнью сердца. Показано, что тиофан взаимодействует преимущественно с липопротеинами низкой плотности, повышая их резистентность к свободно-радикальному окислению. Кроме этого, препарат ингибирует процессы перекисного окисления липидов сыворотки, а также снижает накопление малонового альдегида в липопротеинах[8].
- Разрушений костных тканей[9].

### Противопоказания и побочные действия
К настоящему времени научно обоснована необходимость включения препаратов антиоксидантного действия в комплексную профилактику и терапию патологических состояний, сопровождающихся активизацией оксидантных процессов в организме. Рядом учёных обсуждены возможные методы терапии и профилактики свободнорадикальных патологий, обусловленных развитием окислительного стресса, рассмотрена роль антиоксидантов в этиопатогенезе воспаления, атеросклероза, диабета, бронхолёгочных патологий, постишемического повреждения миокарда, ревматоидного атрита, опухолевого роста, апоптоза, патологий нервной системы.
Число применяемых на практике фармацевтических препаратов антиоксидантного действия ограничено, расширение этого ассортимента является необходимым условием дальнейшего успешного развития антиоксидантотерапии. Решение данной проблемы невозможно без разработки подходов и методов экспериментального (доклинического) изучения новых фармакологических веществ антиоксидантного действия. В этой связи совместно с институтами СО РАМН г. Новосибирска и г. Томска было проведено комплексное исследование антиокислительных и протекторных свойств препарата Тиофан в отношении патологий, сопряженных с интенсификацией оксидантных процессов. На основании исследований был сделан вывод об отсутствии у Тиофана противопоказаний и побочных действий.
Исследования, проведённые в НИИ фармакологии Томского научного центра СО РАМН доказали отсутствие у тиофана аллергизирующих свойств.

#### Токсичность и мутагенность
В бактериальных тестах сибирских учёных исследованы также антиокислительная активность, мутагенность и генотоксичность тиофана. Изучение его токсических свойств показало, что это вещество относится к разряду практически нетоксичных соединений (6 класс). Половых и видовых различий в чувствительности к тиофану нет. При длительном применении тиофан практически не накапливается в организме (слабо кумулятивен). Не обладает кожно-резорбтивным действием, не оказывает раздражающего и сенсибилизирующего влияния на кожные покровы, не раздражает слизистую оболочку желудка. Исследования проводились в следующих лабораторных центрах:
- лаборатории фармакологических исследований Новосибирского института органической химии им. Н. Н. Ворожцова СО РАН;
- испытательный лабораторный центр Новосибирского НИИ гигиены;
- НИИ фармакологии Томского научного центра СО РАМН.

### Режим дозирования и способы применения
Масляный раствор рекомендуется принимать по 1 чайной ложке 2 раза в день (утром и вечером с интервалом в 12 часов) за 20 минут до еды. Доза: от 2 до 12 граммов в месяц.
Для достижения положительного эффекта приём препарата необходимо продолжать в течение 2—4 месяцев. Более длительный приём препарата Тиофана не противопоказан, так как не наносит абсолютно никакого вреда организму, но в этом случае доза может быть снижена. Ограничений по длительности приёма нет.